# Primrose Path
Primrose Path ist ein US-amerikanischer Spielfilm aus dem Jahr 1940 mit Ginger Rogers und Joel McCrea in den Hauptrollen. Unter der Regie von Gregory La Cava geht der Film in seiner Darstellung von Prostitution und Alkoholsucht an die Grenzen dessen, was der Production Code gestattete. Die realistische Darstellung der dunklen Seiten der Gesellschaft führten zu Problemen mit den örtlichen Zensurbehörden.

## Handlung
Ellie May Adams ist 17 Jahre alt und lebt in einer dysfunktionalen Familie. Ihre Mutter muss auf der Straße ihr Geld verdienen, da der Vater Haus und Hof versäuft. In der engen Wohnung haben auch die boshafte Großmutter sowie Ellies nichtsnutzige Schwester Honeyball Unterschlupf gefunden. Ellie versucht verzweifelt, der Umgebung zu entkommen. Der gutherzige Gramps betreibt ein kleines Restaurant und eine Tankstelle, wo auch der Arbeiter Ed Wallace tätig ist. Durch eine Lüge bringt sie Ed dazu, sie zu heiraten, wobei sie wohlweislich die wahren Lebensumstände ihrer Familie verschweigt. Als Ed jedoch dahinterkommt, ist er angewidert und will die sofortige Scheidung. Kurze Zeit später erschießt Ellies Vater im Suff die Mutter und die Familie steht ohne Einkommen da. Vor ihrem Tod hatte die Mutter Ellie das Versprechen abgenommen, sich um das Überleben der Familie zu kümmern. Gerade als Ellie keinen anderen Ausweg mehr sieht, als selbst als Prostituierte zu arbeiten, versöhnen sich Ed und Ellie. Ed setzt den anderen Mitgliedern des Adams-Clans den Kopf zurecht und Ellie findet endlich ihr Glück.

## Hintergrund
Ginger Rogers war an der Seite von Fred Astaire Teil eines beliebten Leinwandpaares geworden. Rogers versuchte jedoch schon früh, sich unabhängig von der Zusammenarbeit mit Astaire einen Namen zu machen. Schließlich verlangte die Schauspielerin, die mittlerweile dank etlicher Erfolge als Komödiantin der einzige wirkliche Star des Studios RKO war, endlich auch dramatische Rollen. Ihre Wahl fiel schließlich auf Primrose Path, der Geschichte eines Mädchens, dessen Mutter und Großmutter als Prostituierte tätig waren. Rogers ging in ihrem Bemühen um eine realistische Darstellung so weit, fast komplett auf Make-up zu verzichten und sich ihre Haare schwarz zu färben. Der Film ging zunächst unter dem Titel February Hill in Produktion. Probleme mit dem Production Code, der jede offene Darstellung von Prostitution verbot, führten zu umfangreichen Änderungen im Drehbuch. Am Ende wurde die Profession der Mutter nur noch angedeutet und sozusagen als ausgleichende Gerechtigkeit für ihre moralisch nicht tragbare Arbeit stirbt der Charakter von Marjorie Rambeau am Ende des Films. Rambeau verstand es jedoch, einen warmherzigen und liebevollen Charakter zu schaffen, der nur aufgrund der eigenen Ausweglosigkeit gezwungen wurde, einer ehrlosen Tätigkeit nachzugehen. Trotzdem hatte Primrose Path immer noch Probleme mit den örtlichen Zensurbehörden und wurde beispielsweise in Detroit komplett verboten. Trotzdem gehörte der Film zu den finanziell erfolgreichsten Produktionen des Studios im Jahr 1940.
Für Rogers und Joel McCrea, der die Rolle nur aufgrund des beharrlichen Eintreten seines Freundes Gregory La Cava erhielt, war es die zweite Zusammenarbeit nach 1933, als sie gemeinsam Chance At Heaven drehten. La Cava und Rogers hatten bereits 1937 zusammen Stage Door und 1939 Fifth Avenue Girl gedreht.

## Kinoauswertung
Die Produktionskosten beliefen sich auf 702.000 US-Dollar, denen ein Einspielergebnis von 1.200.000 US-Dollar gegenüberstand. Am Ende konnte das Studio einen Gewinn von 110.000 US-Dollar realisieren.

## Auszeichnungen
Bei der Oscarverleihung 1941 erhielt der Film eine Nominierung in der Kategorie:
- Beste Nebendarstellerin (Marjorie Rambeau)